# Vencer el miedo
Vencer el miedo (originalmente como Vencer el silencio) es una telenovela producida por Rosy Ocampo para Televisa en colaboración con Population Media Center. Las grabaciones de la producción iniciaron el 2 de julio de 2019 en Ciudad de México. Se estrenó en Las Estrellas el 20 de enero de 2020 en sustitución de la segunda temporada de Esta historia me suena, y finalizó el 22 de marzo del mismo año siendo reemplazado por Te doy la vida.
Está protagonizada por Paulina Goto, Danilo Carrera, Emmanuel Palomares, Arcelia Ramírez y Jade Fraser, junto con Alberto Estrella, Marcelo Córdoba y Michelle González en los roles antagónicos. Contando también con Axel Ricco, Alejandro Ávila, Gabriela Carrillo, César Évora, Beatriz Moreno y Carlos Bonavides.

## Trama
La historia relata la vida de cuatro mujeres de diferente edad, quienes se enfrentaran a obstáculos que millones de mujeres enfrentan cada día:
Marcela Duran (Paulina Goto), es una valiente joven que le gusta pintar desde bocetos en papel, hasta grafitos artísticos en el «Peñón de la esperanza», colonia en donde ella vive con su familia. Un día en el parque, conoce a Rommel Guajardo (Emmanuel Palomares), un joven manipulador, pandillero líder de «Los Peñones», del que se enamora y terminan siendo novios, pero Marcela no sabe la verdad sobre Rommel. Días después, Marcela harta de las burlas y maltratos de su padre, le cuenta a Rommel que quiere salirse de su casa, a lo cual, el día en el que la colonia celebra al «Santo niño de la Esperanza», Rommel convence a Marce de robar un vehículo a cambio de irse lejos de todos, sin saber que minutos después, a Marcela le cambiaría la vida al aceptar robarse el vehículo, mismo que tenía en la cajuela el cuerpo sin vida del empresario Fabián Cifuentes (Moisés Arizmendi), por lo que Marcela es detenida injustamente por asesinar al empresario, cuya muerte es un misterio ya que no se sabe sobre el paradero del verdadero asesino. Tres años después, Marcela sale libre de la correccional de menores, al comprobar que ella no es la verdadera asesina, después, Horacio Cifuentes (César Évora) le ordena a Marcela investigar la muerte de su hijo, a cambio de su libertad, pero ella no esta sola en esa travesía, la acompañara buscando la verdad, Omar Cifuentes (Danilo Carrera), hijo de Fabián que también busca al verdadero asesino de su padre, infiltrándose en el Peñón con una doble identidad, «El Beto».
Cristina Durán (Jade Fraser), es la hermana mayor de Marcela y su máximo pasión es la natación. Durante un entrenamiento, Cristina se enamora de Rafael (Enrique Montaño), un joven honesto, noble y atlético que también se termina enamorando de ella, pero su relación se apaga, cuando Cristina es violada por Mitre (Pedro de Tavira), un masajista acosador del cual Cristina no solo ha sido víctima, sino también otras niñas. Tres años después, Cristina consigue empleo en el ministerio público de la colonia de donde vive, pero revivirá su trauma al ser acosada por su jefe al mando Rubén Olivo (Marcelo Córdoba). Cristina al denunciar a su jefe y al conocer que sus demás compañeras fueron abusadas por el masajista, ella aprenderá a no quedarse callada y pelear contra la violencia sexual.
Areli Bracho (Emilia Berjón) es una joven estudiante de secundaria que queda huérfana de madre en el mismo tiempo en que Marcela queda detenida. Pero antes de eso, sus padres, Magdalena Mendoza (Margarita Magaña) y Lorenzo Bracho (Axel Ricco), vivían como una familia ejemplar libre de prejuicios y peleas, Areli es fanática del fútbol y del Club América, al igual que sus padres con quienes tenía una estrecha relación. Después de que Magda muere, Lorenzo empieza a salir con su compañera de trabajo Elvira (Michelle González), Areli no le cae bien debido a que es una mujer cínica, prejuiciosa, chantajista, materialista y mentirosa. A raíz de eso, Areli empieza a tener una mala relación con su padre, pero a la par, conocerá a Yahir (Alessio Valentini), un joven de su edad del cual ella se enamora, pero el padre de Areli rechaza su noviazgo debido a que Elvira le mete ideas prejuiciosas sobre el joven. Areli no esta sola, esta apoyada por su tía, Maru Mendoza (Gabriela Carrillo), la cual le ayuda a restablecer el lazo que tenía con su padre e informarse sobre el tener una sexualidad con responsabilidad.
Inés Bracho (Arcelia Ramírez), es la madre de Cris, Marce y Lorenzo. Vive con sus hijas y su esposo Vicente Durán (Alberto Estrella), de quien Inés vive y sufre cada día constantes burlas, insultos y humillación. Inés harta de los constantes maltratos e infidelidades por parte de Vicente, y al tocar fondo después de que Marce repite el mismo patrón con Rommel, decide divorciarse con apoyo de sus hijas, aprendiendo a sobre salir de un matrimonio con un ambiente tóxico, como vivir sin la necesidad de ser atendida por un hombre y como verse de nueva cuenta como una mujer llena de virtudes.

## Reparto

### Reparto principal
- Paulina Goto como Marcela Durán Bracho[5][8]
- Danilo Carrera como Omar Cifuentes[5][8]
- Emmanuel Palomares como Rommel Guajardo[5][8]
- Arcelia Ramírez como Inés Bracho de Durán[5][8]
- Alberto Estrella como Vicente Durán[5][8]
- Jade Fraser como Cristina Durán Bracho[5][8]
- César Évora como Horacio Cifuentes[5][8]

### Reparto recurrente
- Axel Ricco como Lorenzo Bracho[8]
- Alejandro Ávila como David Cifuentes[5][8]
- Pablo Valentín como Tulio Menéndez[5][8]
- Marcelo Córdoba como Rubén Olivo[5][8]
- Beatriz Moreno como Efigenia Cruz "Doña Efi"[5][8][9]
- Carlos Bonavides como Padre Antero[5][8]
- Gabriela Carrillo como María Eugenia "Maru" Mendoza[8]
- Michelle González como Elvira Tinoco[8]
- Geraldine Galván como Jaqueline Montes[8]
- Nicole Vale como Rebeca Rodríguez[5][8]
- Enrique Montaño como Rafael Conti[8]
- Karla Esquivel como Silvia Muñoz[8]
- Yurem Rojas como Julio Ibarra "Sancho Clós"[8]
- Luis Fernando Ceballos como Uriel López[8]
- Jonathan Becerra como El Yeison[8]
- Beng Zeng como Marco Beltrán Arizpe "La Liendre"[8]
- Manuel Calderón como Gamaliel Robles "El Manchado"[8]
- Eduardo Fernán como Víctor Pérez "El Huesos"[8]
- Alessio Valentini como Yahir Luna[8]
- Hanssel Casillas como Simón Rocha "El Greñas"[8]
- Valeria Castillo como Dina Álvarez[8]
- Emilia Berjón como Areli Bracho Mendoza[5][8]
- Margarita Magaña como Magdalena "Magda" Mendoza de Bracho[5][8]
- Ariane Pellicer como Guadalupe "Lupe" Guajardo[8]
- Moisés Arizmendi como Fabián Cifuentes[8]
- Arlette Pacheco como Carmela[8]
- Adalberto Parra como Don Neto Beltrán[8]
- Juan Carlos Barreto como Agustín[8]
- Alejandra Jurado como Martina[8]
- Cecilia Gabriela como Tamara[8]
- Lilia Aragón como La abuela de Omar[10]

### Invitados especiales
- Paulina de Labra como La Chata[8]
- Alejandra Herrera como Burundanga[8]
- Luna Balvanera como Claudia Ramos "La Agujas"[8]
- Bárbara Falconi como Susana López "Su sabandija"[8]
- Tania Jiménez como Mercedes Carrillo "Meche"[8]
- Melissa Lee como "Bellota"[8]
- Adanely Núñez como Mabel Garza de Cifuentes[8]
- Pedro De Tavira como Eulalio Mitre[8]
- Héctor Cruz Lara como Iván Eusebio[8]
- Benjamín Islas como Director del Centro de Internamiento[8]
- Rodrigo Virago como Osvaldo Sánchez[8]
- Chuy Muñozz como Lucho[8]
- Alejandro Correa como Aldo Montes[8]
- Rodolfo Valadez como Toques[8]
- Luise Jaramillo como El Píldora[8]
- Franco Meneses como Bruno Cifuentes
- Bea Ranero
- Khiabet Peniche
- Daniela Romo cómo Bárbara Albarrán de Falcón[11]

## Recepción

### Audiencia
| Temporada | Horario (CT)                                                       | Episodios | Primera emisión     | Primera emisión      | Última emisión      | Última emisión       | Promedio de espectadores (millones) |
| Temporada | Horario (CT)                                                       | Episodios | Fecha               | Audiencia (millones) | Fecha               | Audiencia (millones) | Promedio de espectadores (millones) |
| --------- | ------------------------------------------------------------------ | --------- | ------------------- | -------------------- | ------------------- | -------------------- | ----------------------------------- |
| 1         | lunes a viernes 18:30 - 19:30 h. domingo 20:00 - 22:00 h. (ep. 46) | 46        | 20 de enero de 2020 | 3.1                  | 22 de marzo de 2020 | 3.8                  | 3.22                                |

### Crítica
El crítico Álvaro Cueva escribió en Milenio: «Vencer el miedo es un melodrama que puede competir contra la mejor telenovela que se esté transmitiendo en este momento en cualquier lugar del mundo, incluso con las que apuestan por otra clase de contenidos, y es capaz de meterle un susto en todo por no decir que de ganarle».

## Episodios
| N.º | Título                                                                         | Fecha de emisión original | Audiencia (millones) |
| --- | ------------------------------------------------------------------------------ | ------------------------- | -------------------- |
| 1 | «¿Somos libres desde que nacemos?»                                             | 20 de enero de 2020       | 3.1                  |
| Rommel quiere hacer el amor con Marcela, pero ésta se niega, así que él la engaña con Rebeca. Cristina sufre acoso sexual en la competencia. |                                                                                |                           |                      |
| 2 | «Lo justo es que pagues por lo que hiciste»                                    | 21 de enero de 2020       | 3.1                  |
| Marcela es detenida por el robo del auto y sentenciada a 3 años de prisión. Magda sufre un infarto y Cristina un accidente en la alberca. |                                                                                |                           |                      |
| 3 | «La justicia no siempre es justa»                                              | 22 de enero de 2020       | 3.2                  |
| Marcela hace un trato con Horacio para encontrar a los asesinos de su hijo y para poder regresar a casa, de donde la corre Vicente. Lorenzo y Elvira se comprometen. |                                                                                |                           |                      |
| 4 | «Ni por ti ni por nadie me van a volver a encerrar»                            | 23 de enero de 2020       | 3.2                  |
| Marcela se roba un auto para demostrarle a Rommel su lealtad. Omar toma la identidad de El Beto y trata de entrar a los Peñones. |                                                                                |                           |                      |
| 5 | «Siempre hay algo que ocultar»                                                 | 24 de enero de 2020       | 3.3                  |
| Rommel no permite que Marcela entre a los Peñones. Cristina revive la violación que sufrió e Inés decide recuperar a la mujer que alguna vez fue. |                                                                                |                           |                      |
| 6 | «El poder de la sonrisa»                                                       | 27 de enero de 2020       | 3.2                  |
| Omar cae en las drogas tras la muerte de su papá y se infiltra con los Dosis. Marcela cree encontrar el lugar donde tenían secuestrado a Fabián Cifuentes. |                                                                                |                           |                      |
| 7 | «La oveja más negra de la familia»                                             | 28 de enero de 2020       | 3.1                  |
| “El Beto” es aceptado en la Dosis y estos lo defienden de los Peñones. Vicente explota al saber que un doctor revisó a Inés. |                                                                                |                           |                      |
| 8 | «Todos queremos pertenecer a un grupo»                                         | 29 de enero de 2020       | 3.0                  |
| Marcela y Liendre inician su plan contra los Beltrán. Inés arruina el masaje de Vicente y Horacio corre a Omar de su casa. |                                                                                |                           |                      |
| 9 | «No hagas cosas buenas que parezcan malas»                                     | 30 de enero de 2020       | 3.0                  |
| Marcela extorsiona a los Beltrán y le pide a Susana ayuda para fingir la entrega de la Liendre. Omar denuncia a Marcela. |                                                                                |                           |                      |
| 10 | «Marcela ya es de los Peñones»                                                 | 31 de enero de 2020       | 3.1                  |
| Los Peñones salvan a Marcela y a La Liendre de los Beltrán. Ella y Rommel se besan. Areli y El Greñas ya son novios. |                                                                                |                           |                      |
| 11 | «¿Cómo te suena entrar a la Dosis?»                                            | 3 de febrero de 2020      | 2.9                  |
| Omar le propone a Marcela formar parte de la Dosis y ella acepta. Cristina accede dar un paseo con su jefe. |                                                                                |                           |                      |
| 12 | «La vida siempre nos presenta otros planes»                                    | 4 de febrero de 2020      | 3.2                  |
| Jason acepta darle la mercancía a Marcela y le pide a Beto que la acompañe a entregarla. Lorenzo le prohíbe a Areli salir con Yahir e Inés debe ser operada de emergencia. |                                                                                |                           |                      |
| 13 | «Marcela acepta ser novia de Rommel»                                           | 5 de febrero de 2020      | 3.3                  |
| Rommel prepara una cena romántica para Marcela, en la que le propone volver a ser novios y vivir juntos. Inés es operada de urgencia y Mitre amenaza a Cristina. |                                                                                |                           |                      |
| 14 | «Ya sé quién mató a Fabián Cifuentes»                                          | 6 de febrero de 2020      | 3.1                  |
| Marcela está segura que Rommel fue el asesino de Fabián. Cristina descubre la mentira de Mitre, Areli y Dina van a comprar condones. |                                                                                |                           |                      |
| 15 | «La honestidad es un arma de doble filo»                                       | 7 de febrero de 2020      | 3.2                  |
| "El Beto" le echa los perros a Marcela y se besan. Cristina acude a cenar con Rubén y él se le declara. Areli y Yahir salen al cine. |                                                                                |                           |                      |
| 16 | «Marcela siente algo por ‘El Beto’»                                            | 10 de febrero de 2020     | 3.1                  |
| Marcela recuerda el beso que le dio a “Beto” y le confiesa que pactó con Horacio Cifuentes encontrar al asesino de Fabián. Rubén acosa a Cristina. |                                                                                |                           |                      |
| 17 | «Cristina denuncia a Rubén»                                                    | 11 de febrero de 2020     | 2.9                  |
| Cristina y Marcela acuden a la delegación para levantar un acta contra Rubén. Lorenzo le pone un alto a Elvira, pero ella le da una inesperada noticia. |                                                                                |                           |                      |
| 18 | «Todos necesitamos un cómplice»                                                | 12 de febrero de 2020     | 2.8                  |
| Cristina le pide perdón a Rubén y acepta ir a su casa, pero el plan que ella y Marcela le tienden se les sale de las manos. |                                                                                |                           |                      |
| 19 | «Las corazonadas no siempre son confiables»                                    | 13 de febrero de 2020     | 3.2                  |
| Marcela y Cristina encuentran una nueva pista del asesinato de Fabián e Inés descubre la infidelidad de Vicente. |                                                                                |                           |                      |
| 20 | «Marcela termina con Rommel»                                                   | 14 de febrero de 2020     | 2.7                  |
| Marcela le dice a Rommel que su relación se acabó. Horacio está muy enfermo e Inés toma una fuerte decisión sobre su matrimonio. |                                                                                |                           |                      |
| 21 | «Marcela descubre el secreto del Beto»                                         | 17 de febrero de 2020     | 3.2                  |
| Marcela se entera de la verdadera identidad del Beto. Los Dosis y los Peñones se enfrentan con trágicas consecuencias. Inés le pide el divorcio a Vicente. |                                                                                |                           |                      |
| 22 | «Todo lo que empieza tiene que acabar»                                         | 18 de febrero de 2020     | 3.3                  |
| Marcela desprecia a Omar por haberla engañado. Vicente se niega a darle el divorcio a Inés y Rommel finge terminar con los Peñones. |                                                                                |                           |                      |
| 23 | «¿Justicia o venganza?»                                                        | 19 de febrero de 2020     | 3.3                  |
| Omar le jura a su abuelo encontrar al asesino de su padre. Rommel le propone a Marcela abrir su propio negocio. |                                                                                |                           |                      |
| 24 | «El que persevera alcanza»                                                     | 20 de febrero de 2020     | 3.2                  |
| Rommel le jura a Marcela que todo lo que hace es por amor. Areli termina con Yahir. Omar pide reabrir el caso de su padre. |                                                                                |                           |                      |
| 25 | «Vencer el silencio»                                                           | 21 de febrero de 2020     | 3.2                  |
| Cristina le confiesa a sus padres y a Marcela que fue víctima de abuso sexual. Areli y Yahir se reconcilian. |                                                                                |                           |                      |
| 26 | «El fin justifica los medios»                                                  | 24 de febrero de 2020     | 3.3                  |
| Elvira pierde al bebé que espera y aprovecha la noticia para sacar a Areli de la casa. Los habitantes del Peñón se van contra Marcela. |                                                                                |                           |                      |
| 27 | «Inés rechaza divorciarse de Vicente»                                          | 25 de febrero de 2020     | 2.9                  |
| Inés no firma los papeles de divorcio. Jason amenaza a Sancho Clós y Omar trata de ayudar a Yahir de la Dosis. |                                                                                |                           |                      |
| 28 | «¿Existe el justo castigo?»                                                    | 26 de febrero de 2020     | 3.0                  |
| Mientras los Dosis golpean al ‘Beto’ por traidor, Marcela es detenida por pintar las paredes del Peñón. |                                                                                |                           |                      |
| 29 | «¿Huir es la mejor salida?»                                                    | 27 de febrero de 2020     | 3.3                  |
| Areli y Yahir deciden escaparse juntos y Rommel salva al ‘Beto’ de los Dosis. |                                                                                |                           |                      |
| 30 | «Los pequeños detalles revelan los secretos más oscuros»                       | 28 de febrero de 2020     | 2.9                  |
| Omar hace un descubrimiento que lo llevaría a saber quién mató a su padre. Lorenzo culpa a Marcela de que Areli se escapara con Yahir. |                                                                                |                           |                      |
| 31 | «Dar la cara»                                                                  | 2 de marzo de 2020        | 3.0                  |
| Horacio pide hablar con Marcela. Silvia cachetea a Cristina al saber que es amante de Rafael. Areli y Yahir están a punto de tener su primera vez. |                                                                                |                           |                      |
| 32 | «Nuestra esencia siempre va a estar ahí»                                       | 3 de marzo de 2020        | 3.4                  |
| Omar sufre por la muerte de su abuelo. Vicente corre a Cristina de la casa y Areli no quiere saber más de Yahir. |                                                                                |                           |                      |
| 33 | «Deja que todo fluya»                                                          | 4 de marzo de 2020        | 3.3                  |
| Marcela y Rommel están a punto de hacer el amor. Inés se siente mal y Yahir es detenido por la policía. |                                                                                |                           |                      |
| 34 | «Lo inesperado siempre da miedo»                                               | 5 de marzo de 2020        | 3.0                  |
| Marcela cree que esta embarazada. Mitre paga por todo el daño que ha hecho y Cristina se va de la casa. |                                                                                |                           |                      |
| 35 | «El tiempo nos hace sentirnos diferentes»                                      | 6 de marzo de 2020        | 3.4                  |
| Marcela se hace la prueba de embarazo. Lorenzo cree que Areli espera un bebé y Omar cree que Rommel tuvo que ver en la muerte de su padre. |                                                                                |                           |                      |
| 36 | «Patrones difíciles de romper»                                                 | 9 de marzo de 2020        | 3.5                  |
| Inés deja inconsciente a Vicente tras haberla golpeado. Cristina se reconcilia con Rafa y Omar espía a Tulio. |                                                                                |                           |                      |
| 37 | «Dejarse llevar por la pasión»                                                 | 10 de marzo de 2020       | 3.1                  |
| Marcela tiene clamidia, pero Rommel no reacciona bien a la noticia. Inés va a un grupo de ayuda y Cristina revive la violación que sufrió. |                                                                                |                           |                      |
| 38 | «Cadenas que no pueden romperse»                                               | 11 de marzo de 2020       | 3.1                  |
| Uriel quiere vengarse de Yahir, así que intenta secuestrar a Areli; Yahir la defiende. Inés corre definitivamente a Vicente de la casa. |                                                                                |                           |                      |
| 39 | «El poder del rumor»                                                           | 12 de marzo de 2020       | 3.4                  |
| Omar es perseguido por la gente del Peñón para lincharlo, pero Marcela lo defenderá. Rommel intenta abusar de Marcela, pero Ínes lo pone en su lugar. |                                                                                |                           |                      |
| 40 | «Descubrir la dura realidad»                                                   | 13 de marzo de 2020       | 3.4                  |
| Omar ya sabe quién mató a su padre. Vicente le lleva serenata a Inés. Dina es corrida de su casa. |                                                                                |                           |                      |
| 41 | «La culpa»                                                                     | 16 de marzo de 2020       | 3.6                  |
| Omar acepta no confesar la verdad por el bien de Bruno. Cristina declara en el juicio contra Rubén e Inés y Agustín se reencuentran. |                                                                                |                           |                      |
| 42 | «Lo mejor es ir despacio»                                                      | 17 de marzo de 2020       | 3.6                  |
| Omar y Marcela encuentran las balas de Rommel. Lorenzo le pide el divorcio a Elvira y se disculpa con Yahir. Rafa termina con Cristina. |                                                                                |                           |                      |
| 43 | «El pasado nunca se va»                                                        | 18 de marzo de 2020       | 3.6                  |
| Omar se entera de la verdad sobre su madre. Lorenzo corre a Elvira de la casa. Marcela descubre que Rebeca también tiene clamidia. |                                                                                |                           |                      |
| 44 | «La verdad nos hará libres»                                                    | 19 de marzo de 2020       | 3.8                  |
| Omar se reencuentra con su madre. Lupe le cuenta a Marcela sobre los negocios sucios de Rommel, Tulio y uno de los Cifuentes. |                                                                                |                           |                      |
| 45 | «El orden de los recuerdos no altera el olvido»                                | 20 de marzo de 2020       | 4.0                  |
| David le cuenta la verdad a Omar sobre la muerte de su padre, mientras Marcela los graba a escondidas. |                                                                                |                           |                      |
| 4647 | «Muchos finales son el comienzo de nuevas historias»«Esta historia no termina» | 22 de marzo de 2020       | 3.8                  |
| Rommel secuestra a Marcela, pero Omar hará todo por salvarla. Inés le pide a Agustín que no la busque más y Elvira hace las paces con Areli. Marcela descubre quién le deja los mensajes en el Peñón. Inés visita a Vicente para avisarle que pondrá en venta la casa. Rommel termina en prisión, Areli y Yahir regresan. |                                                                                |                           |                      |

## Premios y nominaciones

### Premios TVyNovelas 2020
| Categoría                  | Nominados | Resultados |
| -------------------------- | --- | ---------- |
| Mejor telenovela           | Rosy Ocampo | Nominada   |
| Mejor actriz de telenovela | Paulina Goto | Nominada   |
| Mejor actor de telenovela  | Danilo Carrera | Nominado   |
| Mejor villana              | Nicole Vale | Nominada   |
| Mejor villano              | Emmanuel Palomares | Nominado   |
| Mejor primera actriz       | Arcelia Ramírez | Ganadora   |
| Mejor primer actor         | Alberto Estrella | Ganador    |
| Mejor actriz coestelar     | Jade Fraser | Ganadora   |
| Mejor actor coestelar      | Axel Ricco | Nominado   |
| Mejor dirección de cámaras | Manuel Barajas, Alejandro Frutos Maza y Diego Tenorio                                                                    | Nominados  |
| Mejor dirección de escena  | Benjamín Cann y Fernando Nesme                                                                                           | Nominados  |
| Mejor guion o adaptación   | Pedro Armando Rodríguez, Claudia Velazco, Humberto Robles, Alejandra Romero Meza, Gerardo Pérez Zermeño y Gustavo Bracco | Nominados  |
| Mejor tema musical         | «Rompe» (Paulina Goto)                                                                                                   | Ganadora   |
| Los favoritos del público  | |            |
| La villana más guapa       | Nicole Vale | Nominada   |
| El más guapo               | Danilo Carrera | Nominado   |
| El más guapo               | Emmanuel Palomares | Nominado   |
| El más guapo               | Axel Ricco | Nominado   |
| La más guapa               | Paulina Goto | Nominada   |
| La más guapa               | Jade Fraser | Nominada   |
| Pareja favorita            | Paulina Goto y Danilo Carrera                                                                                            | Nominados  |
| Pareja favorita            | Paulina Goto y Emmanuel Palomares                                                                                        | Nominados  |
| La sonrisa más bella       | Danilo Carrera | Nominado   |
| El mejor final             | Rosy Ocampo | Nominada   |
| Mejor reparto              | Rosy Ocampo | Nominada   |

### TV Adicto Golden Awards 2020
| Categoría                   | Nominados        | Resultados |
| --------------------------- | ---------------- | ---------- |
| Mejor maquillaje y peinados | Vencer el miedo  | Ganador    |
| Mejor estrella masculina    | Alberto Estrella | Ganador    |